# Burmeistera globosa
Burmeistera globosa là loài thực vật có hoa trong họ Hoa chuông. Loài này được E.Wimm. mô tả khoa học đầu tiên năm 1931.